# Uncial 056
Uncial 056 (numeração de Gregory-Aland), O7 (von Soden), é um manuscrito uncial grego do Novo Testamento. A paleografia data o codex para o século 10.

## Descoberta
Contém 303 folhas (29,8 x 23,3 cm) dos Atos dos Apóstolos, e foi escrito com uma coluna por página, contendo 37 linhas cada.
O texto grego desse códice é um representante do Texto-tipo Bizantino. Aland colocou-o na Categoria V.
Ele contém o Prolegômeno.
Actualmente acha-se no Biblioteca Nacional da França, (Coislin Gr. 26) in Paris.

## Literatura
- Bernard de Montfaucon, Bibliotheca Coisliniana olim Segueriana, Paris: Ludovicus Guerin & Carolus Robustel, 1715.
- Constantin von Tischendorf, Monumenta sacra (Leipzig: 1846), no. 8.
- Robert Waltz, Uncial 056, Encyclopedia of Textual Criticism